# Louis d’Or (Theaterpreis)

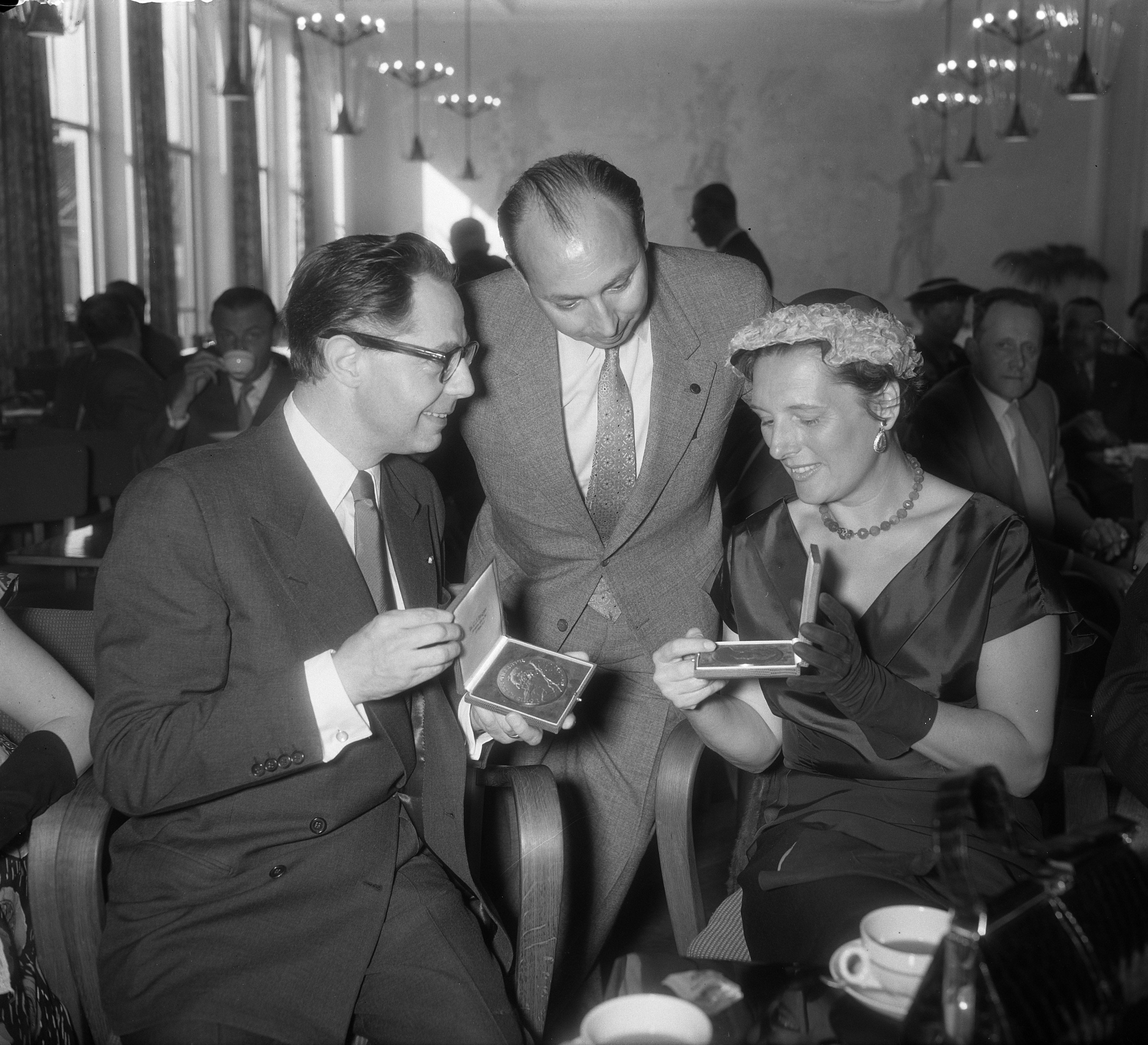
Die erste Preisverleihung des Louis d’Or 1955 an Paul Steenbergen sowie den Theo d’Or an Ank van der Moer

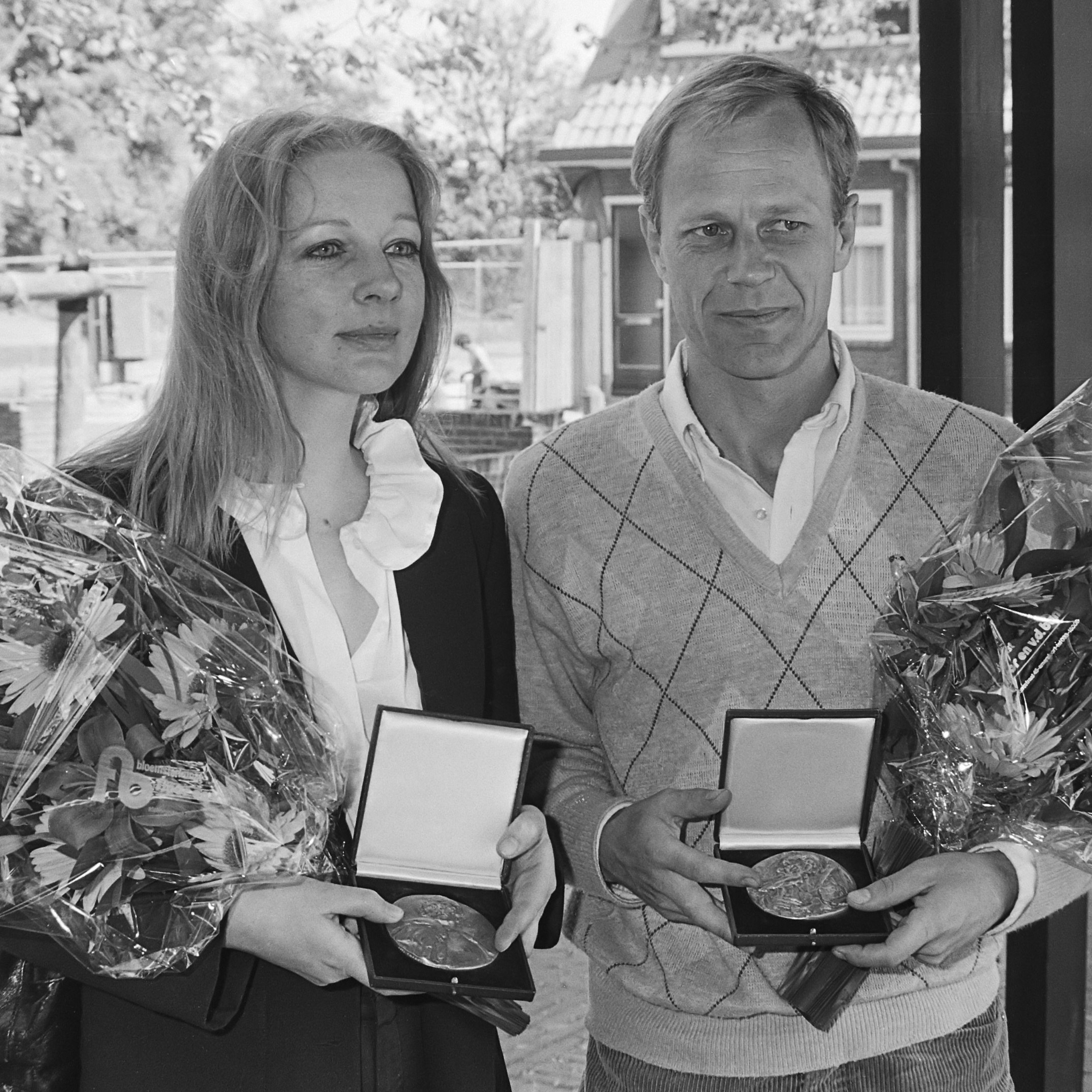
Marjon Brandsma und Jacob Admiraal bei der Überreichung des Preises 1982

Der Louis d’Or ist ein niederländischer Theaterpreis in Form eines goldenen Ehrenpfennigs, der jährlich von der Jury der Vereniging van Schouwburg- en Concertgebouwdirecties (Vereinigung der Theater- und Konzerthallendirektionen, VSCD) vergeben wird. Er soll die beeindruckendste männliche Hauptrolle der aktuellen Theatersaison auszeichnen. Der Preis wurde nach dem Schauspieler Louis Bouwmeester (1842–1925) benannt und wird seit 1955 vergeben. Die Form des Louis d’Or wurde zuvor im gleichen Jahr vom bildenden Künstler Eric Claus entworfen. Einige Schauspieler erhielten den Preis auch mehrmals.
Das weibliche Pendant zum Louis d’Or, also der jährliche Preis für die beste Schauspielerin, ist der ebenfalls von der VSCD vergebene Theo d’Or.
Der erste Preisträger war der Schauspieler Paul Steenbergen (1907–1989), seit 1982 selbst Namensgeber eines solchen Ehrenpfennigs. Im Laufe der Jahre wurde er drei weitere Male mit dem Louis d’Or ausgezeichnet. Im Folgejahr erhielt Han Bentz van den Berg und 1957 Ko van Dijk jr. die Auszeichnung. 2020 wurde der Preis aufgrund der Beschränkungen anlässlich der COVID-19-Pandemie nicht vergeben.
Weitere namhafte Preisträger folgender Jahre sind neben vielen anderen:
Jules Croiset (1979), Jacob Admiraal (1982), André van den Heuvel (1992), Victor Löw (1996), Edwin de Vries (2002), Jeroen Willems (2004), Pierre Bokma (1994 und 2013) und Jacob Derwig (2012 und 2014).